# Вірус Менгла
Вірус Менгла (MLAV, Mengla virus) — вірус родини філовірусів (Filoviridae), що описаний у січні 2019 року. Виявлений у 2012 році у печінці летючих собак (Rousettus) з округу Менгла у провінції Юньнань на півдні Китаю. Він тісно пов'язаний з Ebolavirus і Marburgvirus.